# Stocznia Gdynia B470
Der Massengutschiffstyp B470 (andere Schreibung auch B-470) der Werft Stocznia im. Komuny Paryskiej in Gdynia wurde von Ende der 1960er bis Anfang der 1970er Jahre in Serie gebaut.

## Geschichte
Die B470-Baureihe wurde Mitte der 1960er Jahre entworfen. 1967 wurde die ersten von sieben Einheiten an sowjetische Reedereien abgeliefert. 1971 wurden noch drei Einheiten für die polnische Reederei Polska Żegluga Morska gebaut. Zum Ende der Produktion in Polen wurde der sehr ähnliche konzipierte und in Details modernisierte Typ Dimitrov 24 von der bulgarischen Georgi-Dimitrov-Werft entwickelt und in größerer Stückzahl gebaut.

## Technische Einzelheiten

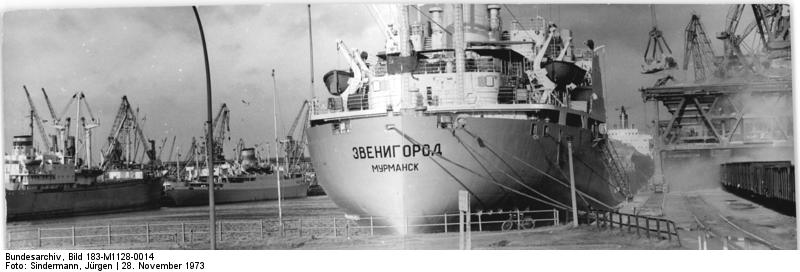
Heckansicht der Zvenigorod

Der B470-Basisentwurf war als Massengutschiffe mit achtern angeordneten Aufbauten ausgelegt. Die Schiffe hatten sieben Laderäume, die jeweils durch eine eigene Luke bedient wurden. Die Schiffe des Typs verfügten über eine Tragfähigkeit von rund 23.000 Tonnen und bei maximaler Abladung auf 9,54 m. Die Einheiten waren auf den Transport verschiedener Massengüter, wie zum Beispiel Getreide, Kohle und Mineralien ausgelegt. Die Tankdecke der Laderäume war darüber hinaus für den Erztransport verstärkt ausgeführt.
Der Antrieb der Schiffe bestand aus einem Sulzer Zweitakt-Dieselmotor. Der Motor ermöglichte eine Geschwindigkeit von etwa 15 Knoten. Es standen mehrere Hilfsdiesel und ein Notdiesel-Generator zur Verfügung.

## Die Schiffe
| Schiffe des Typs B470 | Schiffe des Typs B470 | Schiffe des Typs B470 | Schiffe des Typs B470                  | Schiffe des Typs B470 | Schiffe des Typs B470                                                                          |
| Bauname               | Baunummer             | IMO-Nummer            | Auftraggeber                           | Ablieferung           | Umbenennungen und Verbleib                                                                     |
| --------------------- | --------------------- | --------------------- | -------------------------------------- | --------------------- | ---------------------------------------------------------------------------------------------- |
| Zvenigorod            | B470/1                | 6910623               | Sudoimport/ Murmansker Seereederei     | 28. Dezember 1967     | 2000 Venigo, ab 8. Februar 2001 in Alang verschrottet.                                         |
| Zaporozhe             | B470/2                | 6910609               | Sudoimport/ Azov Shipping Company      | 30. Juni 1968         | ab 26. Dezember 1996 bei Malvi Shipbreaking Company in Alang verschrottet.                     |
| Zarechensk            | B470/3                | 6910611               | Sudoimport/ Murmansker Seereederei     | 23. September 1968    | ab 16. März 2009 in Alang verschrottet.                                                        |
| Zlatoust              | B470/4                | 6912970               | Sudoimport/ Azov Shipping Company      | 30. Juni 1969         | ab 20. Januar 1999 bei Mahavir Shipbreakers in Alang verschrottet.                             |
| Zakarpate             | B470/5                | 6922080               | Sudoimport/ Azov Shipping Company      | 30. September 1969    | 1998 Holysea, 2000 Svyataya Maria, ab 17. Januar 2003 bei Ajay Aloycast in Alang verschrottet. |
| Zadonsk               | B470/6                | 7015688               | Sudoimport/ Black Sea Shipping Company | 30. Juni 1970         | 1996 P-Star, ab 27. Januar 2001 in Alang verschrottet.                                         |
| Zorinsk               | B470/7                | 7029055               | Sudoimport/ Black Sea Shipping Company | 24. November 1970     | 1996 V.Star, ab 28. Mai 1997 bei Mahadev Steel in Alang verschrottet.                          |
| Ziemia Krakowska      | B470/8                | 7111949               | Polska Żegluga Morska                  | 25. August 1971       | ab 11. Juni 1998 bei Ispat Traders in Alang verschrottet.                                      |
| Ziemia Lubelska       | B470/9                | 7111951               | Polska Żegluga Morska                  | 29. Oktober 1971      | ab 20. März 1998 in Gadani verschrottet.                                                       |
| Zaglebie Miedziowe    | B470/10               | 7119496               | Polska Żegluga Morska                  | 29. Dezember 1971     | ab 23. Juli 1998 in Alang verschrottet.                                                        |
| Daten: Equasis        |                       |                       |                                        |                       |                                                                                                |